# The September EP
The Septemper EP è un extended play della symphonic black metal band Anorexia Nervosa. Uscito nel 2005 sotto l'etichetta francese Listenable Records. Prodotto, registrato e mixato da Stefan Bayle.

Masterizzato da Xort ai Master Lab Systems Studios a luglio del 2005.

## Tracce
1. Sister September (director's cut mix) - 6:36
2. La Chouanne - 3:55
3. Quintessence (cover dei Darkthrone) - 7:09
4. I'll Kill You (cover degli X Japan) - 3:16
5. The Shining (live) - 5:47
6. Stabat Mater Dolorosa (live) - 7:55
7. Worship Manifesto (live) - 5:32
8. Le Portail De La Vierge (live) - 6:01

## Formazione
- Hreidmarr - voce
- Stéphane Bayle - chitarra
- Pier Couquet - basso
- Nilcas Vant - batteria
- Neb Xort - tastiere